# ثانوية كرايستشرش للبنين
ثانوية كرايستشرش للبنين (بالإنجليزية: Christchurch Boys' High School) هي مدرسة ثانوية حكومية مُخصصة للبنين، تقع في مدينة كرايستشرش في نيوزيلندا. تمتد هذه المدرسة على مساحة اثنيّ عشر هكتارًا (ثلاثين فدانًا)، وتقع بين ضاحيتي ريكَّارتون وفندلتون، على بُعد أربعة كيلومترات غرب وسط مدينة كرايستشرش. تؤمن المدرسة مرافق داخلية لإقامة مائة وثلاثين طالبًا في سكنٍ يُدعى «دار آدامز» (بالإنجليزية: Adams House)، يقع على بُعد قُرابة خمسمائة متر شرقًا. الألوان الشعارية للمدرسة هي الأزرق الداكن والأسود، مع لمحة ذهبيةٍ عرضيةٍ.
تأسست هذه المدرسة سنة 1881، وكان الهدف الأساسي من إنشائها هو إعداد الطلاب للالتحاق بكُليَّة كانتربري حديثة التأسيس، المعروفة اليوم بجامعة كانتربري. ولهذا السبب، وقعت المدرسة أولًا جوار الكلية في وسط مدينة كرايستشرش، في الموقع الذي يشغله الآن مركز فنون كرايستشرش. ومع توسع الجامعة والمدرسة، انتقلت الأخيرة إلى موقعها الحالي في شارع ستراڤن سنة 1926. وكان هذا الموقع في الأصل مزرعة خاصة بعائلة دينز (بالإنجليزية: Deans)، وهم من أوائل المُستوطنين الأوروپيين في كانتربري، ولا تزال عدة مبانٍ من مزرعة دينز قائمة في أراضي المدرسة. صُنِّف المبنى الرئيسي للمدرسة من قبل مؤسسة التراث النيوزيلندية ضمن الفئة الأولى للمباني التراثية (بالإنجليزية: Category I heritage building)، ورقم تسجيله هو 3658.
تتمتع هذه الثانوية بتاريخٍ عريق في المجالين الرياضي والأكاديمي، وتفخر بتقاليدها الراسخة. وقد خرّجت المدرسة عددًا كبيرًا من لاعبي منتخب نيوزيلندا للركبي، ولا تتفوق عليها في هذا المجال سوى ثانوية أوكلاند. كما أن للمدرسة الفضل في تخريج عدد من لاعبي الكريكت المشهورين. وتُقام في المدرسة سنويًا مراسم فريدة لإحياء يوم الأنزاك، يُلزَم بحضورها جميع الطلاب الجدد، تكريمًا لمئات من خريجي المدرسة السابقين الذين شاركوا في الحربين العالميتين وضحوا بأرواحهم. ويُؤدّى في هذا اليوم فقط المقطع الثالث من نشيد المدرسة «أسعى لأُمورٍ أسمى» (باللاتينية: Altiora Peto). وفي سنة 2004، قدّمت المدرسة اثنين من أوائل المتفوقين في نيوزيلندا، وكانت إحدى ثلاث مدارس فقط تحقق هذا الإنجاز، علماً بأن المدرستين الأخريين كانتا مدارس للبنات فقط وتقعان في منطقة أوكلاند.